# Théorie d'Olduvaï
La théorie d'Olduvaï est une hypothèse énoncée par Richard Duncan en 1989 puis développée par la suite,,,. Son nom fait référence au site préhistorique des gorges d'Olduvaï en Tanzanie. Elle postule que la durée de la civilisation industrielle sera de 100 ans. Ayant commencé selon son auteur en 1930, elle devrait donc se terminer en 2030. Elle s'appuie sur un seul indicateur : le rapport entre la quantité mondiale d'énergie produite (donc consommée) et la population humaine.
Elle décompose l'évolution de la civilisation industrielle en trois phases distinctes : la phase pré-industrielle, la phase industrielle puis la phase post-industrielle. Selon les données historiques, le déclin de la civilisation industrielle a déjà commencé puisque le pic de consommation énergétique par habitant a été atteint en 1979[réf. souhaitée].

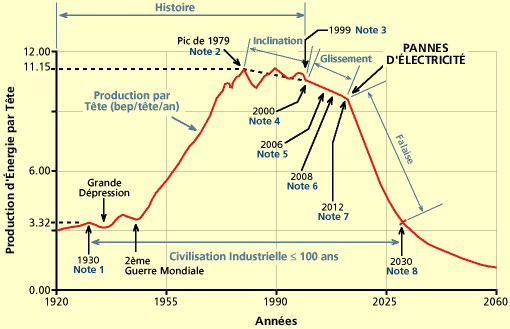
La courbe (en tep) illustrant la théorie d'Olduvaï reproduite à partir de Richard C. Duncan, The Olduvai Theory. Energy, Population, and
Industrial Civilization, 2005 :
Note 1 (1930) : début de la civilisation industrielle
Note 2 (1979) : pic absolu de la production d'énergie par tête
Note 3 (1999) : fin du pétrole bon marché
Note 4 (2000) : éruptions de violences au Moyen-Orient
Note 5 (2006) : pic absolu de la production de pétrole
Note 6 (2008) : « basculement OPEP » — plus de 50 % du pétrole proviennent de pays membres de l'OPEP
Note 7 (2012) : les économies occidentales entrent en récession et de nombreuses pannes électriques se produisent partout dans le monde, d'abord sporadiques, puis chroniques et enfin permanentes
Note 8 (2030) : Fin de la civilisation industrielle - la production mondiale d'énergie par habitant chute au niveau de 1930

Cette théorie ne se vérifie pas sur la période récente : la consommation d'énergie primaire par habitant a continué à progresser : de 46,7 GJ/hab en 1966, elle est passée à 64,6 GJ/hab en 1979, puis 64,6 GJ/hab en 2000 et 72,4 GJ/hab en 2019 selon BP et 79,1 GJ/hab en 2019 selon l'Agence internationale de l'énergie.